# Obejo
Obejo település Spanyolországban, Córdoba tartományban. Obejo Adamuz, Pozoblanco, Villanueva de Córdoba, Córdoba, Villaviciosa de Córdoba, Espiel és Villaharta községekkel határos. Lakosainak száma 2085 fő (2024).

## Népesség
A település népessége az elmúlt években az alábbi módon változott:
| Lakosok száma | 1554 | 1500 | 1791 | 1872 | 1985 | 2012 | 2009 | 2011 | 2025 | 2085 |
|               | 2001 | 2004 | 2006 | 2009 | 2011 | 2014 | 2016 | 2019 | 2021 | 2024 |